# Chance
Em Probabilidade e Estatística, a chance (em inglês: odds) de ocorrência de um evento é a probabilidade de ocorrência deste evento dividida pela probabilidade da não ocorrência do mesmo evento. Dessa maneira, se a probabilidade de ocorrência de um evento é de 80%, então as chances de ocorrência deste evento são de 4 para 1.
O conceito de chance pode ser representado matematicamente por:
{\displaystyle r={p \over {1-p}}} , onde {\displaystyle r} é a chance e {\displaystyle p} é a probabilidade de ocorrência do evento.
A chance de um evento tem sido a maneira padrão de se representar a probabilidade pelos bookmakers.

## Utilização em jogos de azar

### Coeficientes fraccionários
As probabilidades fraccionadas, preferidas pelas casas de apostas no Reino Unido e na Irlanda, e comuns nas corridas de cavalos, indicam o montante líquido que será pago a um apostador se este ganhar, relativamente à aposta. As probabilidades de 4/1 significam que um jogador terá um lucro de 400€ numa aposta de 100€. 

### Coeficientes decimais
As probabilidades europeias também representam os ganhos potenciais (lucro líquido), mas, para além disso, têm em conta a aposta (por exemplo, 6/5 ou 1,2 mais 1 = 2,2).
Na Europa continental, Austrália, Nova Zelândia, Canadá e Singapura, são preferidas as probabilidades decimais, que são o rácio entre o montante do pagamento, incluindo a aposta original, e a própria aposta. Assim, o coeficiente decimal do resultado é equivalente ao valor decimal do coeficiente fracionário mais um.

### Probabilidades de Moneyline
As casas de apostas americanas favorecem as probabilidades Moneyline. O valor indicado pode ser positivo ou negativo. 
As probabilidades da Moneyline são frequentemente designadas por probabilidades dos EUA. Uma aposta moneyline é uma aposta no resultado direto do jogo sem ter em conta a diferença de pontos. Na maior parte dos casos, o favorito terá probabilidades de moneyline negativas e o desfavorecido terá probabilidades de moneyline positivas. No entanto, se as equipas estiverem empatadas, ambas as equipas podem ter uma linha negativa ao mesmo tempo devido à marcação de golos. 

### Rácios grossistas
As probabilidades grossistas são as "probabilidades reais" ou 100 por cento de probabilidade de ocorrência de um evento. Esta aposta de 100 por cento é apresentada sem qualquer lucro da casa de apostas, muitas vezes referida como a "margem de lucro" incorporada da casa de apostas. 
o índice "Wholesale Ratios" é um índice de todos os preços num mercado probabilístico que funciona com 100 por cento de competitividade e que apresenta os preços sem ter em conta os lucros dos participantes no mercado.